# Jules François Mabille
Pour les articles homonymes, voir Mabille.
Jules François Mabille, né à Tours le 5 décembre 1831 et mort à Paris le 18 janvier 1904, est un malacologiste, biologiste et zoologiste français.

## Biographie
Jules François Mabille a découvert et étudié plusieurs espèces de mollusques, notamment lors de ses nombreux voyages à travers le monde.
En 1868, il démontre lors d'un voyage au Portugal, que Arion lusitanicus diffère de Arion vulgaris (le limace espagnole), dans son anatomie interne, sa forme du spermatophore et le nombre de ses chromosomes. C'est Alfred Moquin-Tandon qui avait le premier décrit Arion vulgaris en 1858.
Arion lusitanicus est une espèce endémique qui vit dans la Serra d'Arribada près de Lisbonne.
Arion vulgaris vit autour de la péninsule ibérique et dans l'Ouest de la France.
En 1882-1883, lors de l'expédition scientifique dans les mers du Sud et le Cap Horn, avec le malacologiste français Alphonse Trémeau de Rochebrune. Ils décrivent de nombreuses nouvelles espèces de mollusques. En 1889, il rédigera des rapports sur ses recherches approfondies. Études après études, la connaissance des mollusques progresse.